# Eiger
L'Eiger è una montagna svizzera delle Alpi bernesi, alta 3967 m s.l.m., situata nella regione montuosa dell'Oberland, formando assieme a Mönch e Jungfrau una triade montuosa particolarmente nota nel mondo dell'alpinismo: famosa è infatti la sua parete nord, che ha costituito uno dei principali problemi alpinistici degli anni trenta.

## Toponimo
Il nome compare per la prima volta in un documento del 1252 (si tratta della seconda più vecchia citazione ufficiale del nome di una montagna della Svizzera, dopo il Bietschhorn, citato in un documento del 1233). In un atto di compravendita tra Ita von Wädiswyl ed il prevosto di Interlaken si parla di un fondo "ad montem qui nominatur Egere". Circa cinquant'anni più tardi, in un beneficio, abbiamo la prima testimonianza del nome in lingua tedesca: "under Egere".
Per quanto riguarda l'origine del nome, esistono tre ipotesi. La prima si rifà al nome altotedesco Agiger o Aiger, che si immagina essere stato il nome del primo colono ai piedi del monte. La seconda ipotesi si rifà al latino acer, mediato dal francese aigu nel senso di "acuto, appuntito", rifacendosi alla forma della montagna. La terza ipotesi si appoggia sull'antica ortografia Heiger, che potrebbe essersi sviluppata dall'espressione dialettale hej Ger, laddove hei vale il tedesco hoch (in it. Alto), e Ger è il nome di una lancia usata dai popoli germanici: Hej-ger significherebbe dunque: l'alta lancia, un nome comunque ispirato dalla sua forma appuntita.

## Descrizione
Si trova nelle Alpi Bernesi, in prossimità delle località di Grindelwald e Wengen. La cresta principale (cresta Mittellegi), che sale in direzione ovest-sud-ovest, raggiunge la vetta per piegare verso sud, scendendo ad un colle che separa l'Eiger dal vicino Mönch; dalla vetta del Mönch la cresta scende al passo dello Jungfraujoch, punto di arrivo della Ferrovia della Jungfrau. Dalla vetta dell'Eiger si dipartono due creste secondarie: una scende in direzione ovest verso il colle della Kleine Scheidegg, l'altra digrada verso sud-ovest. Tutte le facce della montagna sono assai scoscese. La via normale si sviluppa sul versante occidentale. La parte nord misura 1600 m di dislivello circa, quasi completamente verticali, mentre il dislivello a partire dalla base erbosa raggiunge i 2300 m circa di prominenza.
La montagna è attraversata dal tunnel della ferrovia Jungfraubahn, che unisce la Kleine Scheidegg allo Jungfraujoch. Si tratta di una ferrovia a scartamento ridotto con alimentazione a corrente trifase, attiva dal 1898. La ferrovia ha due stazioni intermedie in galleria all'interno dell'Eiger, la Eigerwand e la Eismeer, che rappresentano due punti panoramici rispettivamente sulla parete nord dell'Eiger e sul ghiacciaio di Grindelwald (Grindelwaldgletscher). La stazione di partenza alla Kleine Scheidegg offre un'ottima visuale della parete nord dell'Eiger, e permette quindi di seguire (con l'ausilio di cannocchiali e binocoli) le cordate che ne tentano la salita.
Nel luglio del 2006 una frana di oltre 500.000 metri cubi di roccia si è staccata dalla parete est. Pur creando molto scompiglio ed una comprensibile preoccupazione, la frana non ha provocato danni a persone.

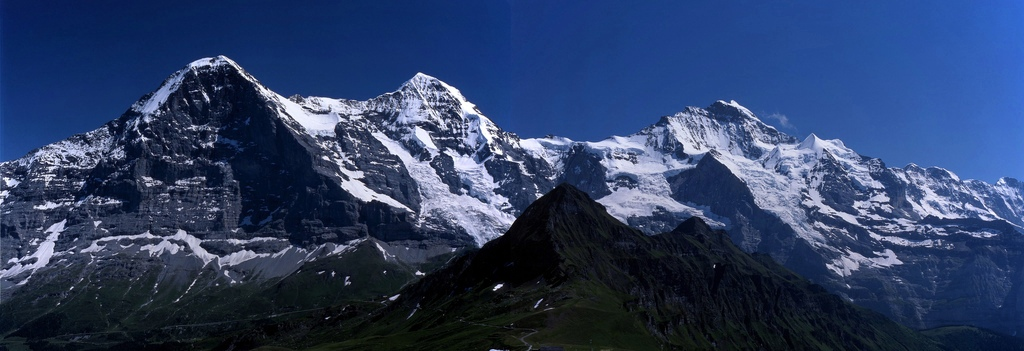
Panoramica dal Männlichen. Da sinistra: Eiger, Mönch, Jungfrau

## Ascensioni

### Prime ascensioni

L'Eiger dipinto da Maximilien de Meuron, primi del XIX secolo.

La prima ascensione dell'Eiger fu effettuata l'11 agosto 1858 dall'alpinista irlandese Charles Barrington con le guide Christian Almer e Peter Bohren; la squadra seguì quella che è oggi la via normale sul versante occidentale. Il 14 luglio 1871 vi fu la prima salita della cresta sud-ovest, da parte di William Auguste Coolidge e Meta Brevoort, con le guide Christian Bohren, Christian Almer e Ulrich Almer.
Il 31 luglio 1876 George Edward Foster con le guide Hans Baumann ed Ulrich Rubi raggiunge la vetta passando per la cresta sud, dopo aver raggiunto il colle Eigerjoch risalendo il ghiacciaio Eiger. Nel 1890 ebbe luogo la prima salita invernale, effettuata da Mead e Woodroffe, con le guide Ulrich Kaufmann e Christian Jossi.
La cresta Mittellegi fu salita per la prima volta il 10 settembre 1921 da Fritz Amatter, Samuel Brawand, Yuko Maki e Fritz Steuri. Nel 1924 vi fu la prima salita scialpinistica, effettuata salendo dal ghiacciaio Eiger. Nel 1932 Hans Lauper ed Alfred Zücher aprirono la via Lauper sul versante nord-orientale.

### Record di velocità
I primi scalatori impiegarono 3 giorni a salire la parete nord, ma già nel 1950 Leo Forstenlechner ed Erich Wascak riuscirono a completare l'ascensione in giornata, impiegando circa 18 ore; lo stesso tempo verrà impiegato da Michel Darbellay nel 1963 per salire la parete in solitaria. I tempi furono notevolmente accorciati da Peter Habeler e Reinhold Messner, che nel 1974 completarono l'ascensione della parete nord in 10 ore,.

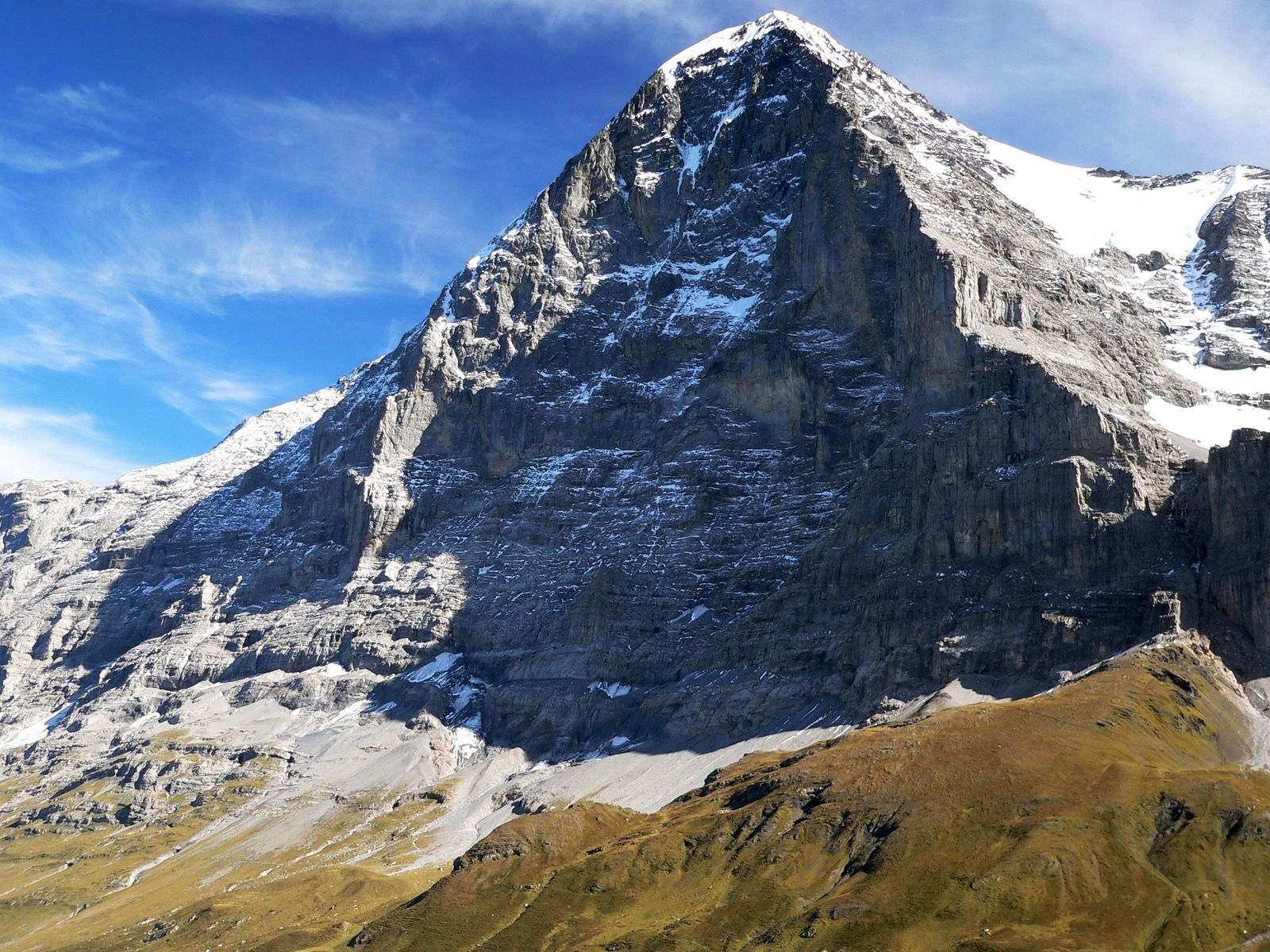
Parete nord dell'Eiger

Il record assoluto fu migliorato nel 1981 dalla guida svizzera Ueli Buhler, che salì la parete in 8 ore e mezzo; nel 1982 questo tempo fu ulteriormente migliorato dall'alpinista sloveno Franc Knez, che salì la parete in 6 ore. Nel 1983 l'austriaco Thomas Bubendorfer riuscì a salire la parete in 4 ore e 50 minuti. Pochi giorni dopo, l'altoatesino Reinhard Patscheider completò la salita in un tempo appena superiore (5 ore).
Questo record rimase imbattuto fino al 24 marzo 2003, quando Christoph Hainz riuscì a completare l'ascensione in appena 4 ore e 40 minuti. Il 21 febbraio 2007 lo svizzero Ueli Steck infranse questo record, riuscendo a completare la salita della Via Heckmair in 3 ore e 54 minuti.
Lo stesso Steck riuscì a migliorarsi ulteriormente il 13 febbraio 2008, salendo in libera la Via Heckmair in 2 ore, 47 minuti e 33 secondi. Per "stracciare" il suo precedente record del 2007 Steck ha perso 5 kg di peso ed è salito solo con 1 chiodo da ghiaccio, 2 moschettoni a ghiera, 2 moschettoni, 1 rinvio e una corda 7 mm da 30 m che gli ha consentito di alleggerire lo zaino di 3 kg.
Il record è stato ulteriormente abbassato dallo svizzero Dani Arnold il 20 aprile 2011 salendo in 2 ore, 28 minuti. Arnold, a differenza di Ueli Steck, ha però salito la parete con il difficile traverso Hinterstoisser già attrezzato.
Il 16 novembre 2015 Ueli Steck si è ripreso il record, arrivando in vetta all'Eiger in 2 ore e 22 minuti, quindi soli 6 minuti in meno del precedente best time. La salita è stata eseguita sempre lungo la Via Heckmair, ma a differenza del suo record del 2008 questa volta anche Steck, come Arnold nel 2011, ha usufruito di corde fisse nel traverso Hinterstoisser. Steck peraltro era salito in vetta sulla stessa via qualche giorno prima del 16 novembre assieme ad un altro alpinista, Nicolas Hojac, stabilendo in 3 ore e 46 minuti il nuovo record per una ascensione di coppia.

### Concatenamenti

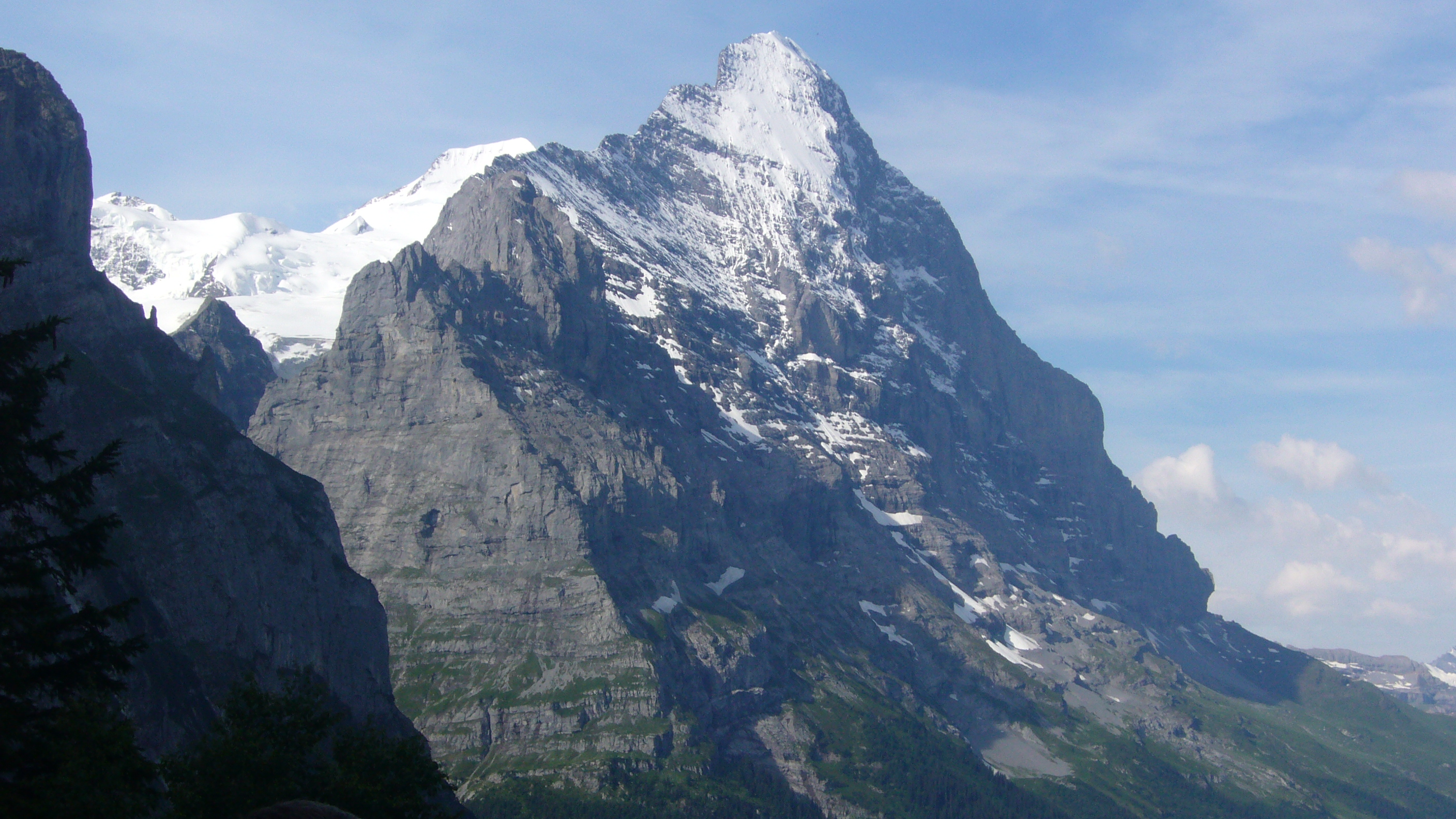
Versante nord-est dell'Eiger

- Pareti nord del Cervino, dell'Eiger e delle Grandes Jorasses - 25 luglio 1985 - Primo concatenamento in 24 ore con trasferimenti in elicottero realizzato da Christophe Profit: il Cervino in 4 ore, l'Eiger in 6h:45 e il Linceul alle Grandes Jorasses in 4 ore.
- Pareti nord del Cervino, dell'Eiger e delle Grandes Jorasses - 12 e 13 marzo 1987 - Primo concatenamento invernale con trasferimenti in elicottero realizzato da Christophe Profit in 42 ore: Sperone Croz sulle Grandes Jorasses, Via Heckmair sull'Eiger e Via Schmid sul Cervino.[9]

### Free solo e FreeBASE
- Il 6 agosto 2008 l'americano Dean Potter ha salito la via Deep Blue Sea sulla parete nord in FreeBASE, ossia in solitaria, senza corda, con solo un paracadute sulle spalle, che lo avrebbe protetto solo in caso di caduta dalla parte alta della via. La via ha uno sviluppo di 300 metri e difficoltà fino al 7b+.[10]
- Nell'agosto 2009 la guida alpina spagnola Jordi Tosas ha salito in free solo sulla parete nord la via d'arrampicata Le Chant du Cygne, via di 900 metri con difficoltà fino al 7a.[11]

## Storia della parete nord

### Primi tentativi e prime tragedie

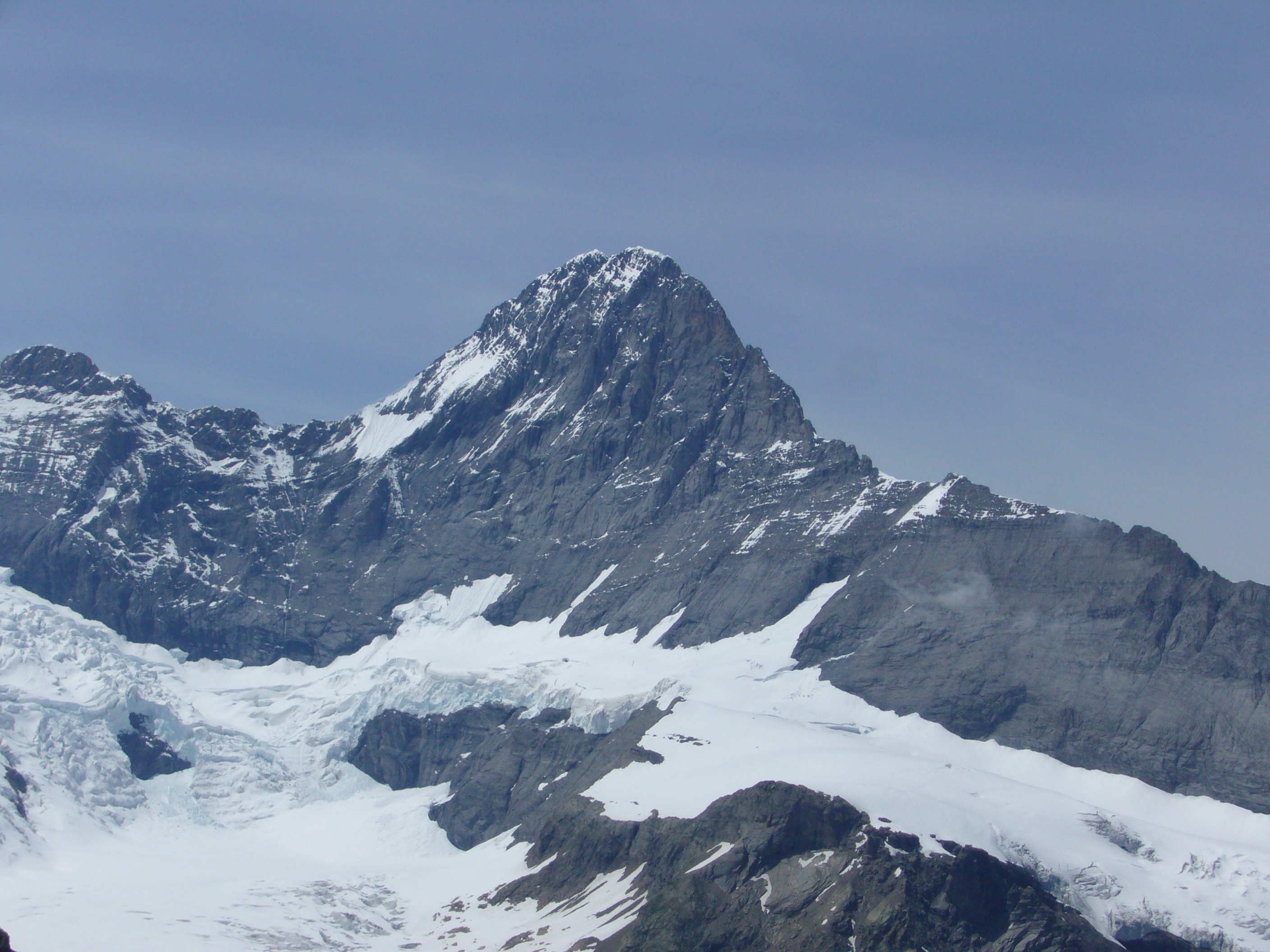
Parete sud

La parete nord dell'Eiger rappresentò a lungo un problema alpinistico insolubile. Le grosse difficoltà della parete sono soprattutto di carattere ambientale oltre che tecniche dovute alla verticalità e all'elevata quota altimetrica raggiunta: a causa della sua esposizione, infatti, presenta ampie zone di neve perenne e ghiacciai, ed è soggetta a numerose frane, distacchi e scariche di pietre, soprattutto nella stagione estiva, a causa del disgelo diurno da parte del ghiaccio.
Per questi motivi la parete fu evitata fino agli anni trenta del XX secolo, quando si susseguirono diversi tentativi di salirla. Il primo ebbe luogo nel 1934, da parte degli alpinisti tedeschi Willy Beck, Kurt Löwinger e Georg Löwinger. La cordata riuscì a salire fino ad una quota di 2.900 m, poi si ritirò.
Nel 1935 la salita fu tentata da un'altra cordata tedesca, composta da Karl Mehringer e Max Sedlmeyer. I due raggiunsero una quota di 3.300 m, ma furono sorpresi dal maltempo, che li bloccò in parete, dove morirono; il posto dove si fermarono è da allora noto come bivacco della morte.
Nel 1936 vi fu un ulteriore tentativo, da parte di due cordate separate: i tedeschi Andreas Hinterstoisser e Toni Kurz, e gli austriaci Willy Angerer ed Edi Rainer. Incontratesi in parete, le due cordate decisero di unire le forze nel tentativo. Hinterstoisser riuscì ad oltrepassare il passaggio chiave della via, un lungo traverso esposto che oggi porta il suo nome (traversata Hinterstoisser). Nelle fasi successive però Angerer fu colpito alla testa da una scarica di pietre, rimanendone ferito; tentò comunque di proseguire. Al quarto giorno di salita, a causa delle cattive condizioni di Angerer e del peggiorare del tempo, il gruppo decise di ritirarsi; non riuscendo però ad effettuare a ritroso la traversata Hinterstoisser, dovettero scendere per la via più diretta, molto esposta a valanghe e scariche. Quasi alla fine della discesa, il gruppo fu appunto travolto da una valanga: Angerer, Rainer ed Hinterstoisser morirono immediatamente, mentre Toni Kurz morì di sfinimento il giorno successivo, nonostante i tentativi di salvarlo da parte di un'apposita squadra di soccorso.

### Il primo successo

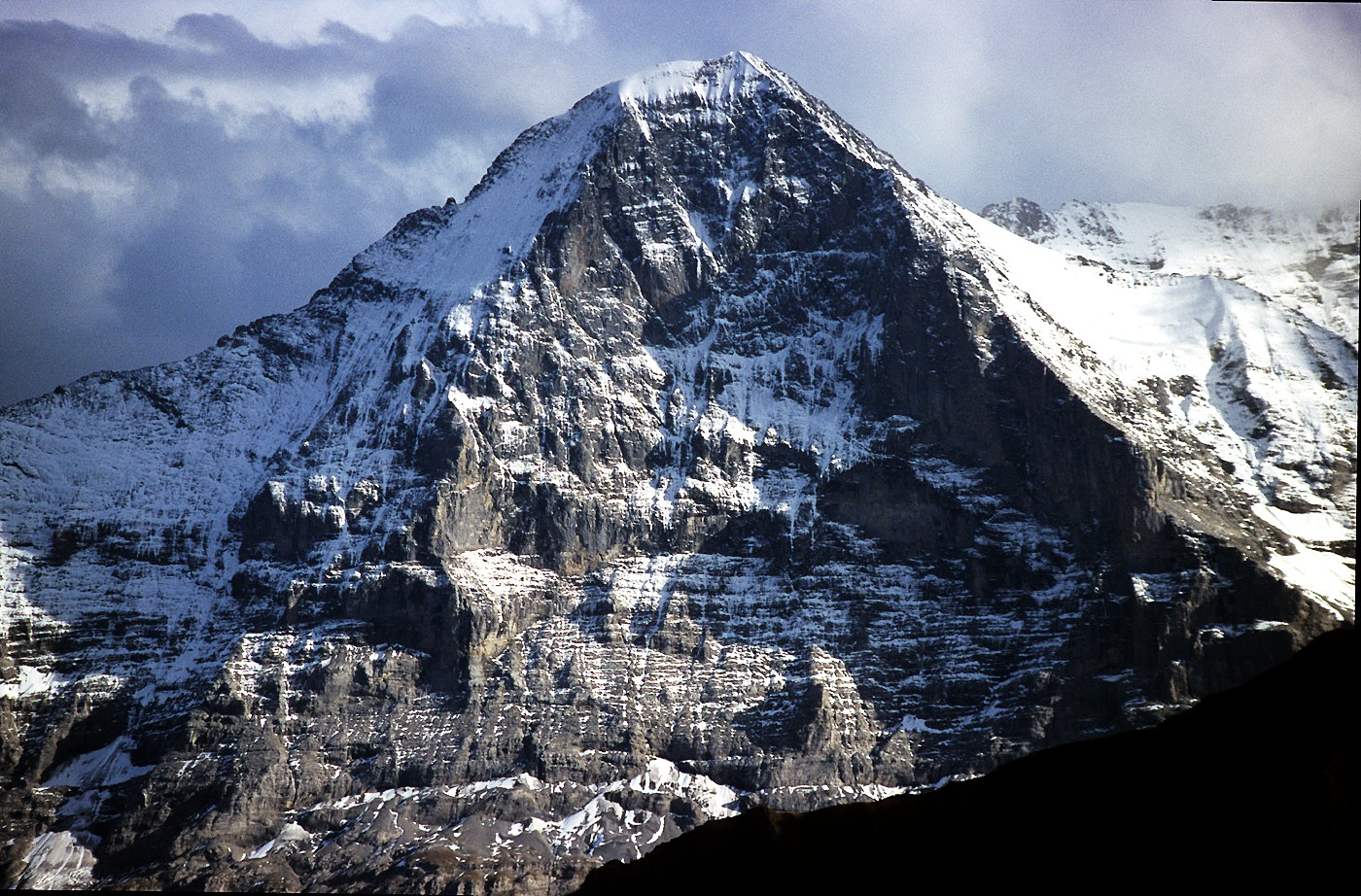
La parete nord dell'Eiger

Nel 1938 diversi alpinisti pianificarono un tentativo alla nord dell'Eiger. Vi fu anche un tentativo italiano, da parte degli alpinisti di Valdagno Bortolo Sandri e Mario Menti; partiti il 21 giugno, i due morirono cadendo in prossimità della "fessura difficile", nella parte bassa della parete. Un ulteriore tentativo era in programma da parte degli alpinisti lecchesi del gruppo di Riccardo Cassin. Gli italiani furono però preceduti da una cordata mista austro-tedesca, composta dai tedeschi Andreas Heckmair e Ludwig Vörg, e dagli austriaci Fritz Kasparek e Heinrich Harrer.
I quattro alpinisti erano partiti come due cordate separate. Il 20 luglio Heckmair e Vörg erano saliti alla cosiddetta "grotta del bivacco", nella parte bassa della parete, dove il 21 mattina furono raggiunti prima da Kasparek e Harrer, poi da una seconda cordata, composta dai viennesi Freissl e Brankowski. Temendo un peggioramento del tempo, Heckmair e Vörg decisero di scendere, mentre gli altri quattro procedettero insieme per un tratto. Poco più avanti però Fraissl fu colpito alla testa da una pietra, ed i due viennesi decisero di scendere. Kasparek e Harrer proseguirono fino al "secondo nevaio", dove si fermarono e bivaccarono, ritenendo il nevaio troppo pericoloso da attraversare a quell'ora.
Il mattino dopo (22 luglio) iniziarono la traversata del nevaio, ma poco sotto il "bivacco della morte" furono raggiunti da Heckmair e Vörg, ripartiti quella mattina dalla base della parete. Questi ultimi potevano contare sugli allora nuovissimi ramponi a 12 punte, mentre Kasparek aveva dei ramponi classici a 10 punte (senza punte frontali), e Harrer aveva solo degli scarponi chiodati, senza ramponi. I due gruppi proseguirono di conserva, pur rimanendo due cordate separate, con i tedeschi in testa. Giunti alla "rampa", i due gruppi si alternarono alla guida, e si fermarono a bivaccare a metà della "rampa".
Il giorno successivo, 23 luglio, vide le due cordate unirsi in una, con i tedeschi davanti, guidati da Heckmair, e gli austriaci dietro, con Harrer a chiudere la cordata e recuperare il materiale. Durante la giornata il tempo peggiorò, e gli alpinisti furono investiti da una tempesta che durò per il resto del giorno. Superata la "traversata degli dèi", i quattro raggiunsero il nevaio detto "ragno bianco"; mentre lo risalivano, furono investiti da una valanga: riuscirono a non cadere, ma Kasparek fu ferito ad una mano. I quattro superarono il "ragno" e risalirono ancora per un po', fermandosi a bivaccare nella sezione rocciosa sovrastante il "ragno".

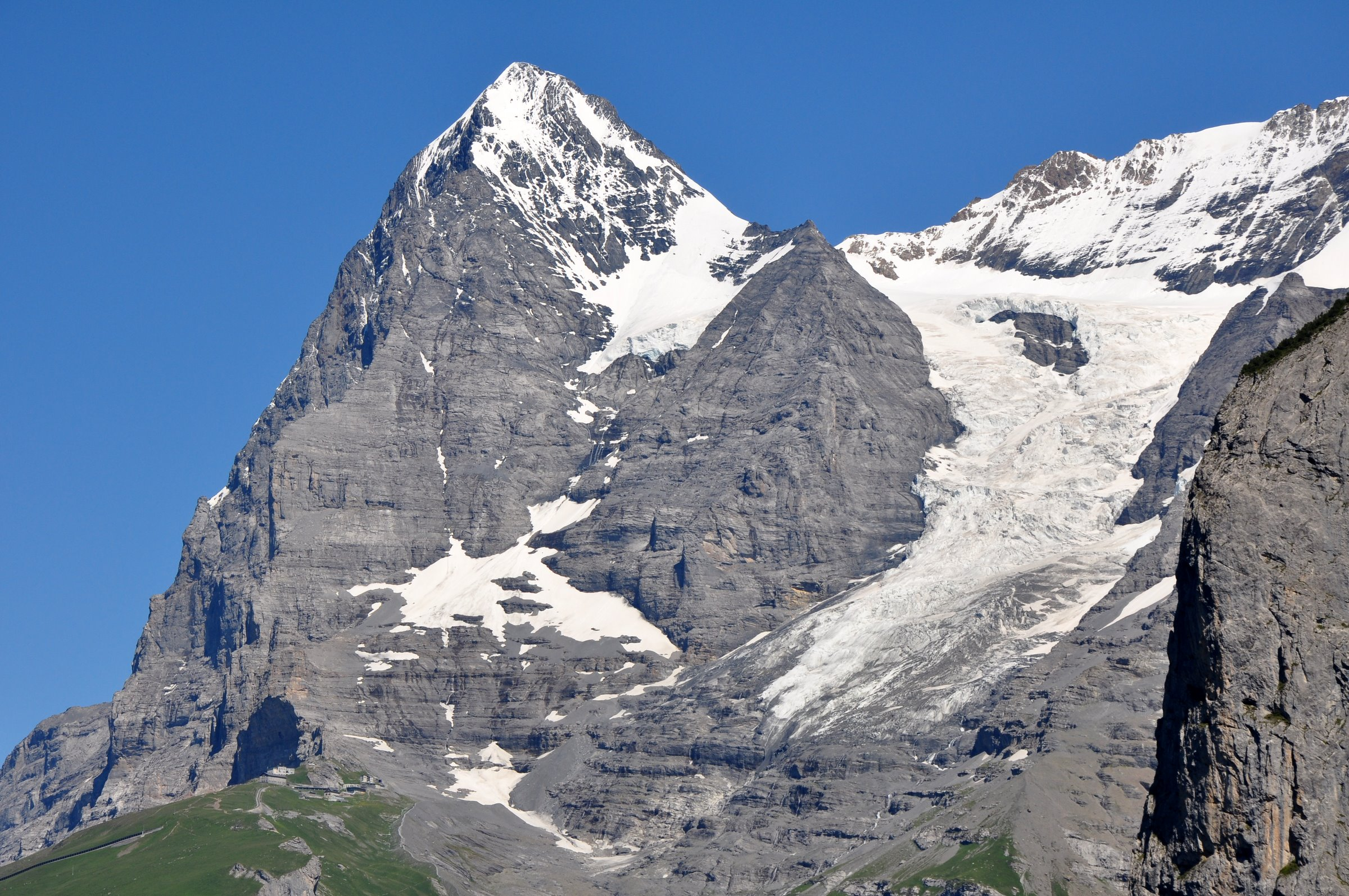
Veduta dell'Eiger da Mürren.

La mattina del 24 luglio le condizioni del tempo erano ancora avverse. Di nuovo legati in una cordata unica, i quattro ripartirono, sempre con Heckmair alla testa, seguito da Vörg, quindi da Harrer che poteva così aiutare l'infortunato Kasparek. Heckmair riuscì a superare le difficoltà maggiori della parete, nonostante una caduta in seguito alla quale Vörg, che aveva tentato di trattenerlo, si ritrovò con una mano trapassata da una punta dei ramponi di Heckmair. Seguendo le orme del capocordata, ed aiutandosi con la corda, gli alpinisti giunsero infine al pendio nevoso sommitale, e raggiunsero la vetta alle 15.30 del 24 luglio, sempre sferzati dalla tempesta. In discesa il gruppo fu guidato da Harrer, che conosceva meglio la via normale avendola già percorsa alcune settimane prima; a causa della scarsa visibilità, però, sbagliò percorso più volte, e gli alpinisti dovettero anche risalire per un centinaio di metri per ritrovare la via corretta. I quattro raggiunsero la Kleine Scheidegg in serata.
L'evento fu molto amplificato dalla propaganda della Germania nazista, con i quattro alpinisti che vennero ricevuti da Adolf Hitler in un incontro ampiamente coperto dai media dell'epoca.

### Le prime ripetizioni
La prima ripetizione della via fu effettuata nel 1947 dai francesi Lionel Terray e Louis Lachenal, mentre la prima ripetizione in giornata (quindi senza bivacchi intermedi) fu effettuata nel 1950 dagli austriaci Leo Forstenlechner ed Erich Wascak, che impiegarono 18 ore a superare la parete.
Tra gli anni quaranta e gli anni cinquanta furono effettuati diversi tentativi alla parete, con molti successi, ma anche molti incidenti mortali: nel 1953, Paul Körber e Roland Vass, caduti dal "secondo nevaio" durante la ritirata dalla parete; lo stesso anno, Uli Wyss e Karl-Heinz Gonda, caduti dal pendio nevoso sommitale dopo aver superato la parete; e nel 1956, Sieter Söhnel e Walter Moosmüller, caduti alla "fessura difficile" nella parte bassa della parete.

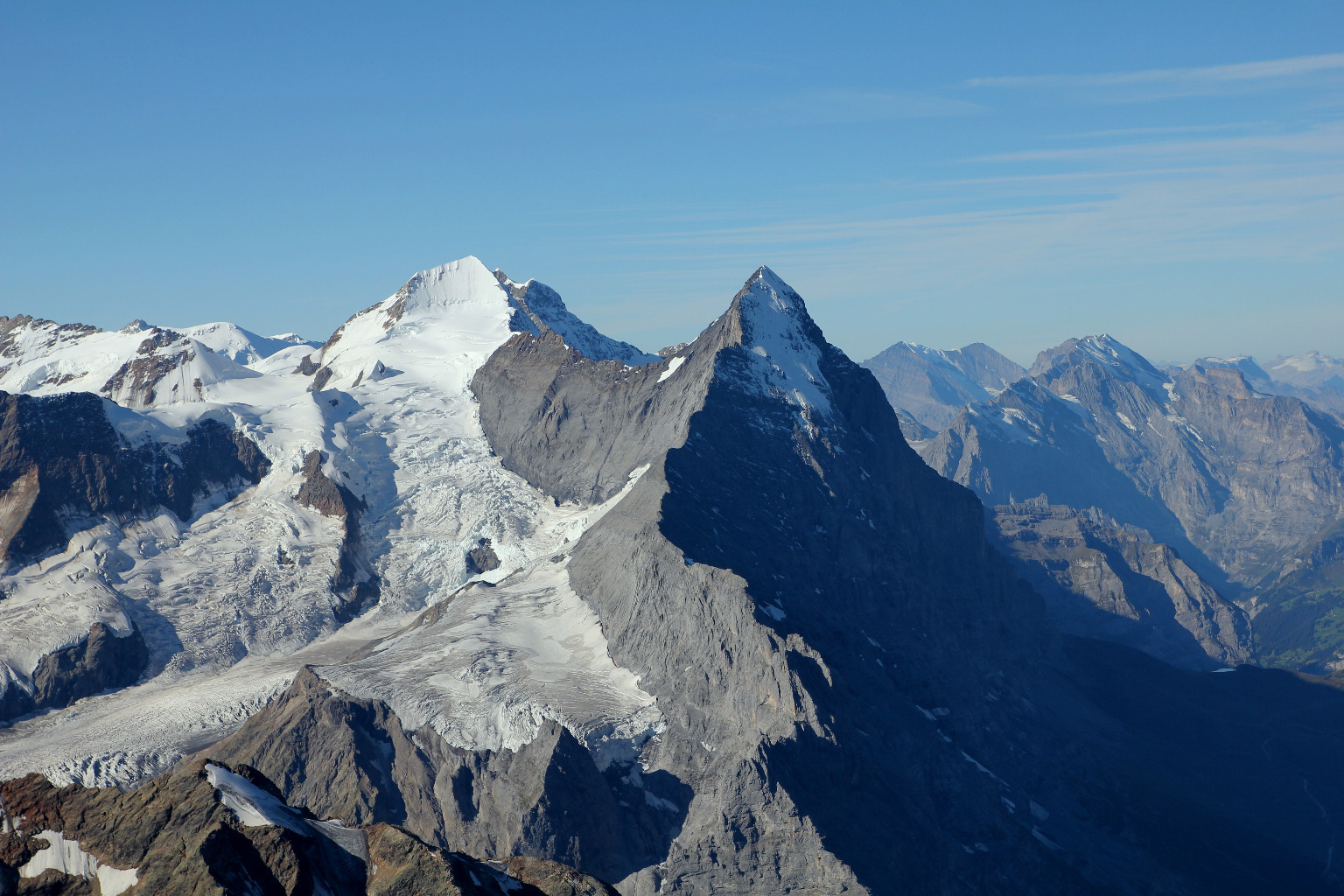
Eiger da ovest in primo piano

Un evento particolare fu quello verificatosi tra il 26 ed il 28 luglio 1952. Tre cordate, partite in tempi diversi, si unirono durante il percorso: una austriaca, formata da Hermann Buhl e Sepp Jöchler; una tedesca, formata dai fratelli Sepp ed Otto Maag, partiti quasi senza materiale nella speranza di concludere la salita in giornata; ed una francese, formata da Gaston Rébuffat, Paul Habran, Jean Bruneau, Pierre Leroux e Guido Magnone. Gli alpinisti incontrarono condizioni meteorologiche pessime, con la parete inoltre resa quasi impraticabile dalle incrostazioni di ghiaccio e dalla neve che si depositava di continuo. Le tre cordate via via si unirono fino a formare una cordata unica, a lungo condotta da Buhl, fino all'ultimo giorno, quando, ormai sfinito, fu sostituito alla testa da Jöchler per il tratto terminale. Le cordate si divisero solo sulla cresta sommitale, quando, grazie alle migliorate condizioni del tempo, Rébuffat decise di fermarsi ed attendere i suoi compagni, mentre i quattro austro-germanici procedevano verso la vetta. All'epoca si trattò del più importante sforzo internazionale in una scalata sulle Alpi.

### La tragedia del 1957
Nel 1957 vi fu un'altra tragedia che ebbe vasta risonanza mediatica. Gli alpinisti lecchesi Claudio Corti e Stefano Longhi effettuarono un tentativo alla nord dell'Eiger. Poco pratici della zona, sbagliarono l'attacco della via, e procedettero molto lentamente. Il terzo giorno furono raggiunti da una cordata tedesca partita il giorno stesso, composta da Franz Mayer e Gunther Nothdurft; le due cordate decisero di unire le forze e salire insieme. Il giorno seguente, avendo perso tutte le loro provviste, i tedeschi tentarono di salire direttamente alla vetta per poi ridiscendere in giornata, ma dovettero rallentare a causa di problemi di salute di Nothdurft, e le due cordate procedettero di conserva, continuando a salire, convinti che fosse la via più breve e sicura per rientrare alla base. Il tempo, nel mentre, peggiorò. Il 10 agosto, ottavo giorno di permanenza degli italiani sulla parete, Longhi si ritrovò con le mani congelate e scivolò nei pressi del Ragno bianco, restando bloccato su una cengia molto esposta. I suoi compagni, non riuscendo a farlo risalire e convinti di poter raggiungere la cima in giornata, per poi scendere e attivare i soccorsi, dovettero lasciarlo lì, con viveri e attrezzatura da bivacco. Poco dopo, superato il Ragno bianco, Corti fu colpito alla testa da una scarica di pietre e cadde per una ventina di metri: impossibilitato a proseguire, fu lasciato su un'altra cengia, nella tenda da bivacco dei due tedeschi, i quali puntarono a raggiungere la vetta per poi discendere a valle a cercare aiuto.

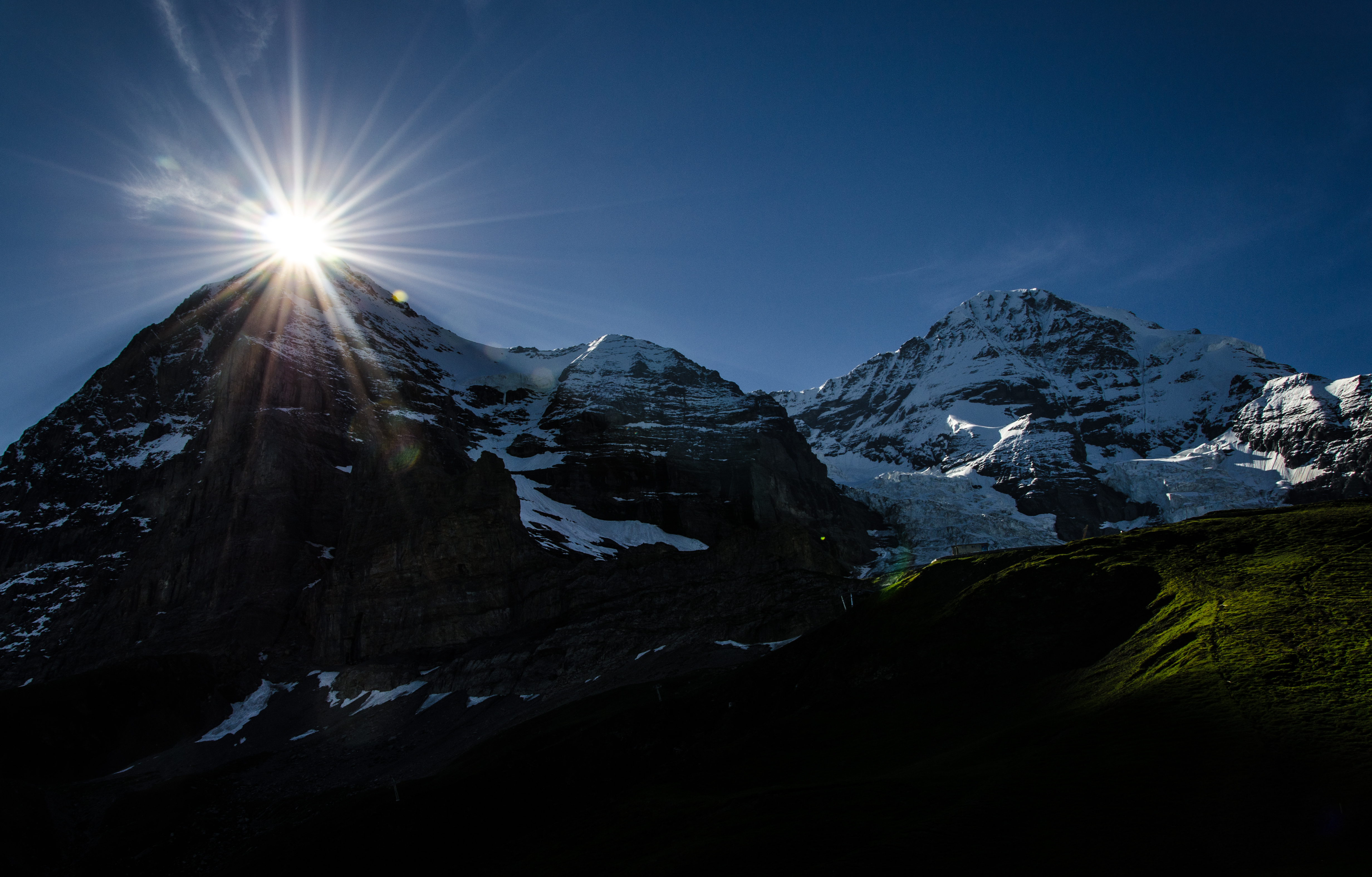

Nel frattempo, gli osservatori del rifugio della Kleine Scheidegg avevano seguito le vicende della cordata: la notizia si era diffusa e si era radunata una squadra di soccorso composta da volontari di diverse nazioni, tra cui Riccardo Cassin e Lionel Terray. La squadra salì in vetta per la via normale, senza incontrare traccia dei tedeschi, che sembravano spariti nel nulla; armarono un complicato meccanismo di carrucole e cavi con il quale, il giorno dopo, Alfred Hellepart fu in grado di raggiungere e salvare Claudio Corti. A causa del peggiorare delle condizioni del tempo, non fu però possibile salvare Stefano Longhi, che morì il giorno successivo; il suo corpo rimase sull'Eiger appeso alle corde per due anni, e fu recuperato solo nel 1959. I corpi di Nothdurft e Mayer furono ritrovati nel 1961, alla base della parete ovest. I due erano quindi riusciti a raggiungere la vetta, a notte fonda, per poi morire durante la discesa, forse di sfinimento o travolti da una valanga. Claudio Corti ricevette molte critiche, e vi fu chi arrivò ad accusarlo di avere ucciso i due alpinisti tedeschi per impossessarsi della loro tenda (quest'accusa fu completamente cancellata dal successivo ritrovamento dei corpi dei due alpinisti).
Particolarmente critico con Corti fu Heinrich Harrer, nel suo libro Il ragno bianco, pubblicato nel 1959. Nel suo libro Harrer tenta una ricostruzione degli eventi, basandosi sulle dichiarazioni rese da Claudio Corti in più occasioni, su quelle di testimoni oculari (che seguivano gli eventi dalla Kleine Scheidegg), e su interviste e scambi epistolari con i protagonisti del soccorso. Il quadro che ne trae Harrer denota un'estrema inaffidabilità delle dichiarazioni di Corti; l'autore si spinge anche a sollevare parecchi sospetti sul comportamento del superstite, in particolare sulla sorte dei due compagni tedeschi, e solleva parecchi dubbi sul grado di preparazione di Corti. Successivamente al rinvenimento dei corpi dei due tedeschi sul versante occidentale, in un'edizione riveduta del suo libro pubblicata per la prima volta nel 1964 Harrer rettificò in parte le sue precedenti dichiarazioni, sollevando Corti da ogni responsabilità per la sorte dei due tedeschi, ma continuando a sostenere la scarsa preparazione e l'inidoneità di Corti al tentativo del 1957.

### Altri successi

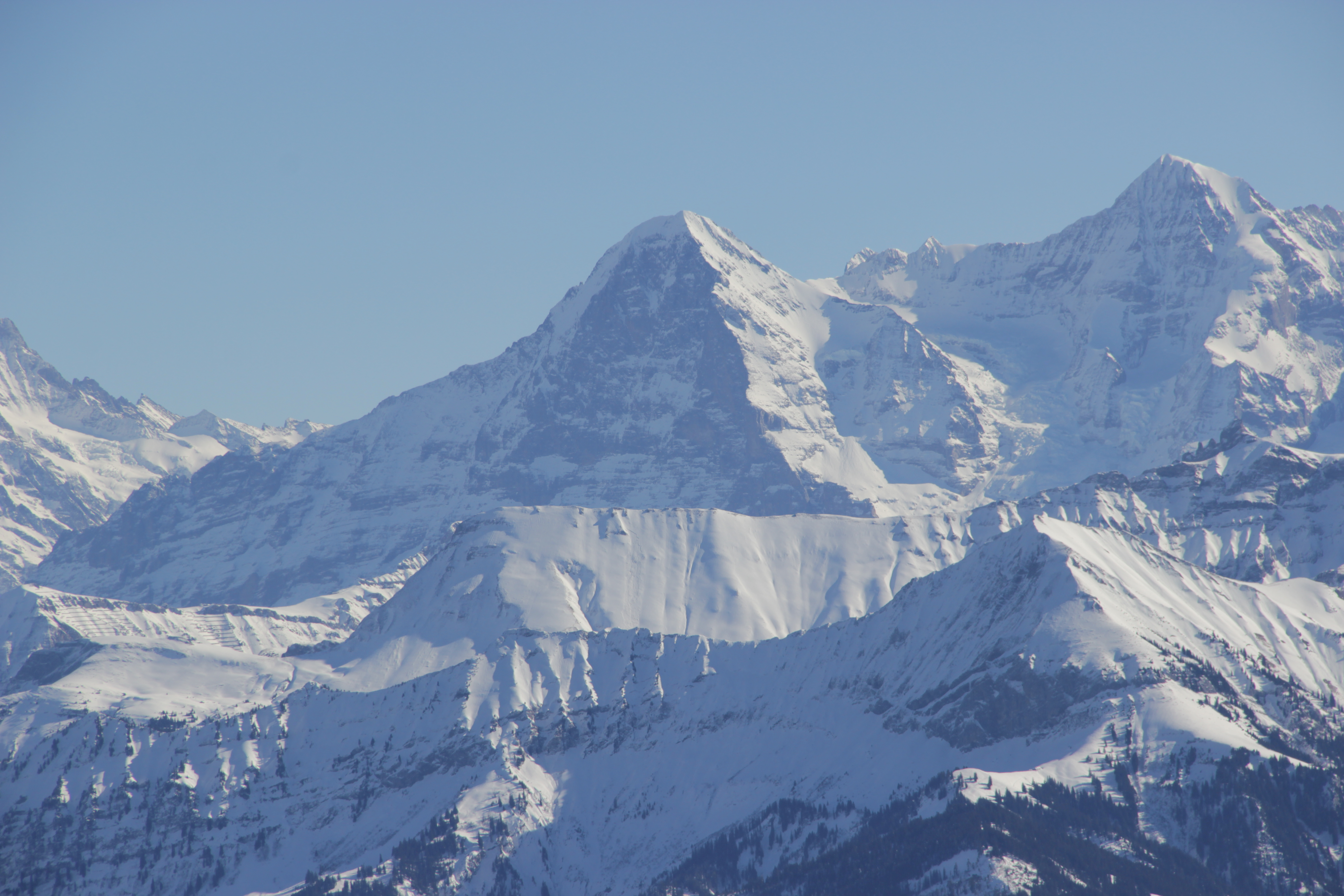
Eiger, veduta invernale

Nel 1961 fu realizzata la prima salita invernale della parete nord: i salitori furono Toni Kinshofer, Anderl Mannhardt, Walter Almberger e Toni Hiebeler. L'11 agosto 1962 viene realizzata la prima salita italiana, ad opera di Armando Aste, Pierlorenzo Acquistapace, Gildo Airoldi, Andrea Mellano, Romano Perego e Franco Solina. Nel 1962, alla fine dell'estate, viene anche realizzata la prima salita inglese, compiuta da Chris Bonington e Ian Clough.
Tra il 27 ed il 31 dicembre 1963 venne compiuta la prima discesa della parete nord (in precedenza, i salitori scendevano per la via normale), ad opera di tre guide svizzere, che nel corso dell'operazione recuperarono i corpi degli alpinisti spagnoli Ernesto Navarro e Alberto Rabadá, morti sul Ragno bianco il 15 agosto precedente.
Sempre nel 1963, Walter Bonatti effettuò un tentativo in solitaria; partito il 31 luglio, giunse in giornata sopra al secondo nevaio, ma fu investito da una frana in seguito alla quale riportò la frattura di una costola. Bivaccò lì per la notte, ma il giorno seguente, impossibilitato a proseguire a causa della frattura e del dolore che essa gli procurava, si ritirò dalla parete, arrivando a valle per mezzogiorno. Interrogato sulle ragioni del suo ritiro, dichiarò che "Nessuna montagna vale la vita".
Il giorno seguente, 2 agosto, la guida Michel Darbellay partì per il suo tentativo di salita in solitaria, che portò a termine il giorno seguente, dopo un bivacco poco sotto il pendio sommitale, impiegando in tutto circa 18 ore di arrampicata effettiva.

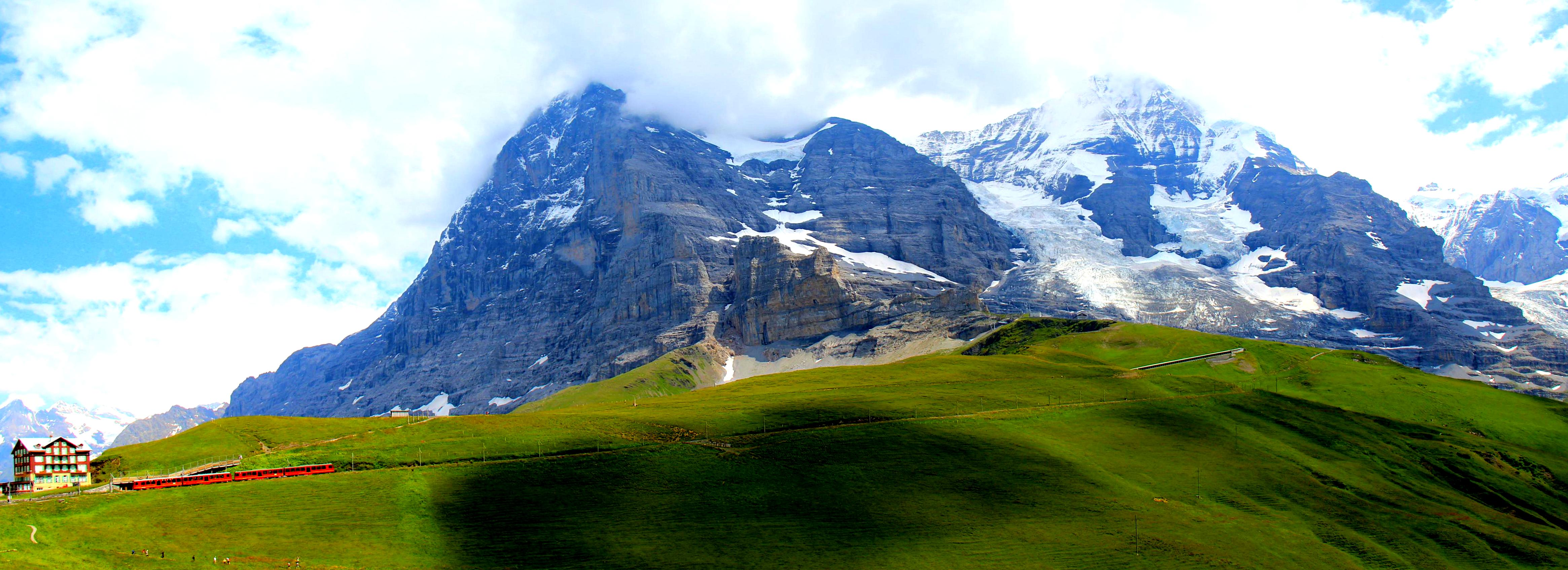
Eiger, Panorama

Nel 1966 John Harlin, Dougal Haston e Layton Kor si cimentarono nell'impresa della scalata diretta della parete nord. Decisero di attaccare la parete in inverno, quando il freddo avrebbe ridotto al minimo il pericolo delle scariche. Durante il tentativo furono raggiunti da una cordata tedesca che attaccava all'incirca la stessa linea degli americani con tecnica himalayana. Le due cordate decisero di unire le forze ed iniziarono ad attrezzare la parete con corde fisse. Dopo un mese di lavoro, all'altezza del Ragno, mentre superava il passaggio chiave della salita, John Harlin cadde per la rottura della corda fissa lasciata dai tedeschi. L'impresa fu portata a termine ugualmente in condizione disperate e dopo un mese di sforzi nel marzo del '66.
Dal 15 luglio al 15 agosto 1969, una cordata di giapponesi apre la sua linea direttissima alla parete nord, a destra della Harlin.
La prima salita femminile (e cinquantesima assoluta) fu effettuata nel 1964 dall'alpinista tedesca Daisy Voog. 
Il 7 marzo 1992 la francese Catherine Destivelle realizzò la prima solitaria femminile, anche in invernale, impiegando circa 17 ore a salire la parete.

### Parete nord dell'Eiger: cronologia dei tentativi e delle ascensioni riuscite
| N. ascensione riuscita | Data                       | Scalatori | Note |
| ---------------------- | -------------------------- | --- | --- |
|                        | 21-25 agosto 1935          | Max Sedlmayer, Karl Mehringer                                                                                              | Muoiono per assideramento al bivacco della morte |
|                        | 18-22 luglio 1936          | Edi Rainer, Willy Angerer, Andreas Hinterstoisser, Toni Kurz                                                               | Muoiono durante la ritirata |
|                        | 11-14 agosto 1937          | Ludwig Vorg, Matthias Rebitsch                                                                                             | Scendono incolumi dal bivacco della morte |
|                        | 21 giugno 1938             | Bartolo Sandri, Mario Menti                                                                                                | Precipitano nei pressi della fessura difficile |
| 1                      | 21-24 luglio 1938          | Andreas Heckmair, Ludwig Vorg, Fritz Kasparek, Heinrich Harrer                                                             | |
|                        | 16-17 agosto 1946          | Edwin Krahenbuhl, Hans Schlunegger                                                                                         | Tornano indietro dopo un bivacco nella parte superiore della rampa |
| 2                      | 14-16 luglio 1947          | Lionel Terray, Louis Lachenal                                                                                              | |
| 3                      | 4-5 agosto 1947            | Hans Schlunegger, Karl Schlunegger, Gottfried Jermann                                                                      | |
|                        | 22 luglio 1950             | Karl Reiss, Karl Blach | Si ritirano quando Blach riporta la frattura di una mano in seguito a caduta sulla fessura difficile |
| 4                      | 26 luglio 1950             | Erich Waschak, Leo Forstenlechner                                                                                          | Salita in giornata (18 ore) con bivacco in vetta |
| 5                      | 25-27 luglio 1950          | Jean Fuchs, Raymond Monney, Marcel Hamel, Robert Seiler                                                                    | |
| 6                      | 22-23 luglio 1952          | Pierre Julien, Maurice Coutin                                                                                              | |
| 7                      | 26-27 luglio 1952          | Karl Winter, Sepp Larch | |
| 8                      | 26-28 luglio 1952          | Hermann Buhl, Sepp Jochler, Sepp Maag, Otto Maag, Gaston Rébuffat, Paul Habran, Jean Bruneau, Pierre Leroux, Guido Magnone | |
| 9                      | 6-8 agosto 1952            | Erich Vanis, Hans Ratay, Karl Lugmayer                                                                                     | |
| 10                     | 14-15 agosto 1952          | Karl Blach, Jurgen Wellenkamp                                                                                              | |
| 11                     | 15-16 agosto 1952          | Karl Reiss, Siegfried Jungmeier                                                                                            | |
|                        | 26-28 luglio 1953          | Paul Korber, Roland Vass                                                                                                   | Arrivati al bivacco della morte; precipitano dal secondo nevaio durante la ritirata dovuta al maltempo |
| 12                     | 20-22 agosto 1953          | Uly Wyss, Karl Heinz Gonda                                                                                                 | Precipitano dal nevaio sommitale all'uscita della parete. La validità dell'ascensione, contestata per dieci anni, viene infine riconosciuta nel 1964 |
| 13                     | 25-27 agosto 1953          | Albert Hirschbichler, Eberhard Riedl                                                                                       | |
|                        | 8 agosto 1956              | Dieter Sohnel, Walter Moosmuller, Lothar Brandler, Klaus Buschmann                                                         | Sohnel e Moosmuller precipitano dalle rocce a sinistra della fessura difficile, rischiando di trascinare nella caduta la cordata che li segue. A quel punto Brandler e Buschmann tornano indietro |
| 14                     | 4-8 agosto 1957            | Gunther Nothdurft, Franz Mayer, Stefano Longhi, Claudio Corti                                                              | I due tedeschi, completata l'ascensione, muoiono per sfinimento durante la discesa sul versante occidentale. Restano bloccati in parete i due italiani. Longhi muore in parete, dopo vani tentativi di salvataggio dall'alto. Corti è tratto in salvo da Alfred Hellepart, che viene calato per trecento metri dalla vetta con un cavo d'acciaio azionato da un verricello |
|                        | 7 agosto 1957              | Wolfgang Stefan, Gotz Mayr                                                                                                 | Scendono incolumi dal primo nevaio |
|                        | 31 luglio-1º agosto 1958   | Hias Noichl, Lothar Brandler, Herbert Raditschnig                                                                          | Scendono dal bivacco della morte il secondo giorno, con Noichl ferito |
| 15                     | 5-6 agosto 1959            | Kurt Diemberger, Wolfgang Stefan                                                                                           | Considerata in origine la tredicesima salita, diventa la quindicesima dopo il riconoscimento dell'ascensione di Wyss e Gonda e il ritrovamento dei cadaveri di Nothdurft e Mayer, periti in discesa, dopo aver raggiunto la vetta |
| 16                     | 10-13 agosto 1959          | Adolf Derungs, Lukas Albrecht                                                                                              | I due svizzeri, muratori entrambi, hanno molta fortuna e grande volontà. L'ascensione è compiuta con attrezzatura rudimentale: Derungs indossa quattro camicie una sopra l'altra a protezione dal freddo, Albrecht porta con sé un vecchio cappotto che abbandona dopo il terzo bivacco. I due, dotati di forza non comune e di un coraggio che rasenta la temerarietà, scendono di notte lungo il versante ovest |
| 17                     | 13-14 settembre 1959       | Peter Diener, Ernst Forrer                                                                                                 | Ancora due svizzeri, che salgono veloci come Diemberger e Stefan. Entrambi forti alpinisti, parteciperanno alla spedizione elvetica al Dhaulagiri nel 1960. L'impresa è notevole anche perché la salita è caratterizzata da notti gelide (è settembre) e molto ghiaccio in parete |
| 18 (1^ invernale)      | 6-12 marzo 1961            | Toni Hiebeler, Toni Kinshofer, Anderl Mannhardt, Walter Almberger                                                          | Impresa notevolissima date le severe condizioni invernali, che costringono i quattro alpinisti a sei bivacchi in parete con temperature fino a -10 °C. I quattro si allenano sulle Alpi orientali per buona parte dell'anno precedente e dispongono di un ottimo equipaggiamento (22 kg a testa), che include 180 metri di corda di nylon per le doppie in caso di ritirata e speciali martelli da ghiaccio in luogo delle tradizionali piccozze a manico lungo. Diranno in seguito di aver trovato le maggiori difficoltà sulla rampa che conduce alla traversata degli dei e di non aver mai tolto i ramponi per tutta la salita. Nonostante le condizioni e l'inevitabile lentezza della progressione, l'ascensione si svolge senza grossi intoppi, con la massima sicurezza e maestria |
|                        | 27-28 agosto 1961          | Adolf Mayr | Primo tentativo di ascensione solitaria. Mayr precipita dalla trincea d'argento |
| 19                     | 30 agosto-2 settembre 1961 | Radovan Kuchar, Zdeno Zibrin                                                                                               | Prima ascensione di una cordata dell'Europa orientale (cecoslovacca) |
| 20                     | 31 agosto-1-2 settembre    | Leo Schlommer, Alois Strickler, Stanislaw Biel, Jan Mostowski, E Kurt Grunter, Sepp Inwyler                                | Altro esempio di cordata internazionale. Dei sei che uniscono le forze sulla parete tre sono svizzeri, uno austriaco e due polacchi |
| 21                     | 19-22 settembre 1961       | Gerhard Mayer, Karl Frehsner, Georg Huber, Helmut Wagner                                                                   | |
| 22                     | 23-24 settembre 1961       | Hilti von Allmen, Ueli Hurlimann                                                                                           | Il 24 salgono dal nido di rondine alla vetta in quattordici ore; è la prima delle salite lampo della giovane generazione di guide elvetiche |
| 23                     | 26-29 settembre 1961       | Robert Troier, Erich Srteng                                                                                                | |
| 24                     | 23-25 luglio 1962          | Jean Braun, Bernard Meyer, André Meyer, Michel Zuckschwert                                                                 | |
|                        | 24-25 luglio 1962          | Brian Nally, Barry Brewster                                                                                                | Primo tentativo britannico. Brewster precipita dalle rocce sopra il secondo nevaio e muore per le ferite riportate. Nally viene raggiunto e tratto in salvo da Chris Bonington e Don Whillans che interrompono l'ascensione per soccorrerlo |
|                        | 28-31 luglio 1962          | Michel Vaucher, Yvette Attinger, Michel Darbellay, Loulou Boulaz                                                           | Questa forte cordata elvetica, di cui fanno parte le prime due donne che tentano seriamente la parete, è costretta dal maltempo a ritirarsi alla rampa, dopo tre bivacchi; la discesa avviene senza incidenti |
|                        | 31 luglio 1962             | Adolf Derungs | Secondo tentativo di ascensione in solitaria. Derungs precipita nella parte inferiore della parete |
|                        | 31 luglio-3 agosto 1962    | Helmuth Drachsler, Walter Gstrein                                                                                          | Dura ascensione in condizioni meteorologiche pessime |
| 26                     | 13-15 agosto 1962          | Walter Almberger | |

## Vie alpinistiche
In questa sezione sono descritte alcune delle vie alpinistiche sull'Eiger.

### Via normale
La via normale segue l'itinerario percorso dei primi salitori nel 1858. Si sviluppa sul versante e sulla cresta occidentali, per un dislivello di 1650 m. Il grado di difficoltà è valutato in AD, con passaggi su roccia fino al III-, e diversi passaggi su ghiaccio. Il tempo di percorrenza è valutato in 6 ore per la salita e 3-4 ore per la discesa.

### Versante sud
- Cresta sud - 31 luglio 1876 - Prima salita di George Edward Foster, Hans Baumann e Ulrich Rubi. È la via più facile dopo la normale. Si sviluppa dal passo Eigerjoch lungo la cresta meridionale, con una difficoltà complessiva valutata AD, con passaggi su roccia fino al III grado. I primi salitori raggiunsero l'Eigerjoch risalendo il ghiacciaio Eiger, ma questa via non è più praticabile, in quanto il ghiacciaio è estremamente crepacciato.

### Versante nord-est

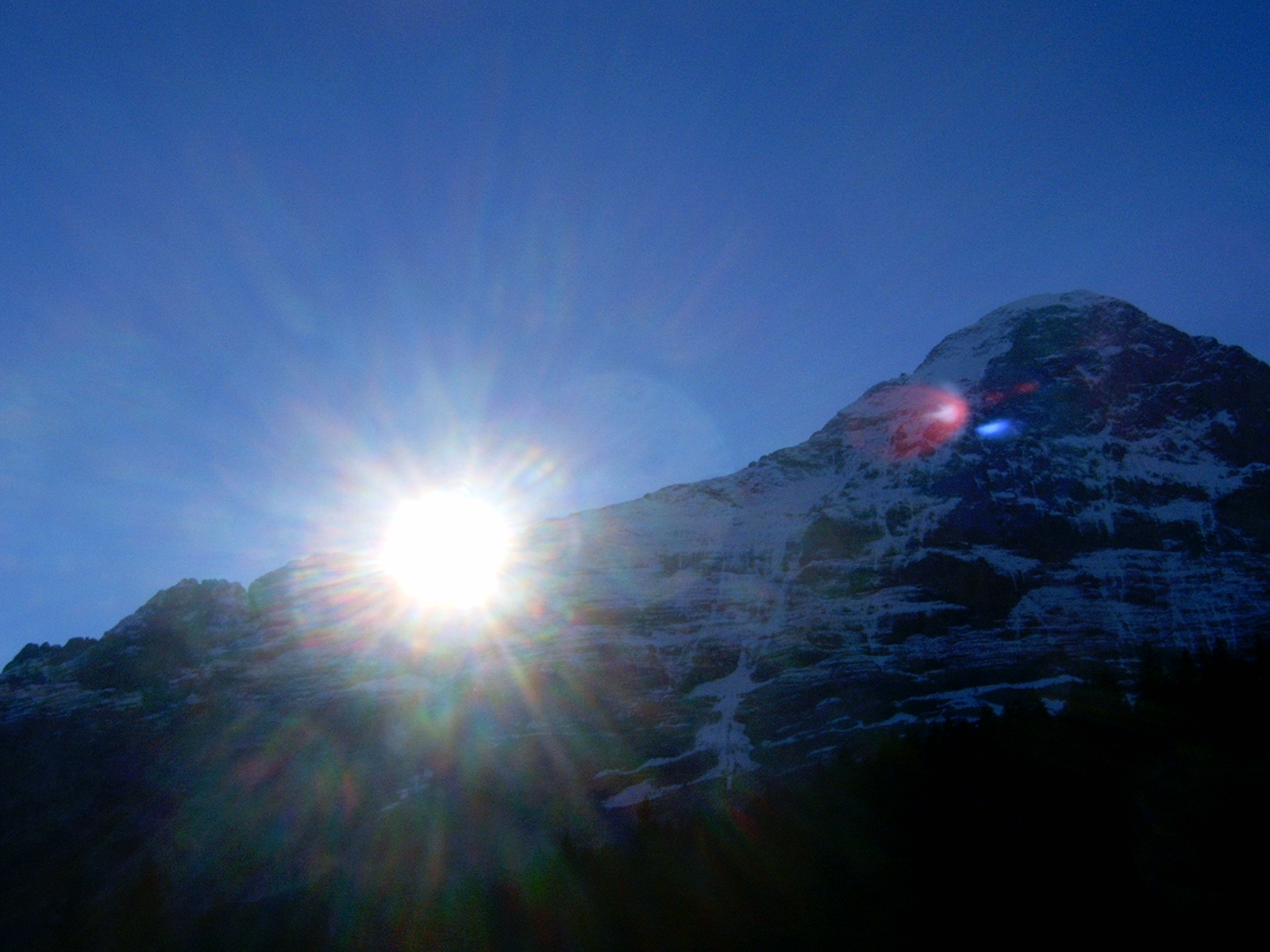
Alba sulla cresta Mittellegi

- Via Lauper - 20 agosto 1932 - Prima salita di Hans Lauper e Alfred Zücher con le guide Alexander Graven e Joseph Knubel. Si sviluppa sul versante nord-est per un dislivello totale di 1700 m. Si tratta di una via mista su roccia e ghiaccio, con difficoltà complessiva ED. I passaggi su roccia presentano difficoltà fino al V grado, con IV grado continuo; vi sono passaggi su ghiaccio fino a 50-55°. Il tempo di percorrenza è valutato in 15-18 ore.
- Cresta Mittellegi - 10 settembre 1921 - Prima salita di Yuko Maki, Fritz Amatter, Samuel Brawand e Fritz Steuri. Risale lo cresta Mittellegi (cresta nord-est). La via viene normalmente divisa in due sezioni, pernottando al bivacco Mittellegi; ha una difficoltà complessiva valutata in D, con passaggi su roccia di IV grado ed alcune corde fisse. Il tempo di percorrenza dal bivacco alla vetta è di 4-8 ore.[32]

### Parete nord
- Via Heckmair - 21-24 luglio 1938 - Prima salita di Andreas Heckmair, Ludwig Vörg, Fritz Kasparek e Heinrich Harrer. Sulla parete nord si sviluppano diverse vie di diversa difficoltà. La meno difficile è ancora la via classica aperta dai primi salitori nel 1938. Si tratta di un itinerario che supera 1800 m di dislivello, con una difficoltà complessiva valutata in ED+: passaggi su roccia fino al V-, tratti di artificiale (A0), pendii ghiacciati fino a 60°. La salita richiede mediamente da 1 a 3 giorni, a seconda delle capacità dei salitori e delle condizioni della parete; in alcuni casi, può anche richiedere più tempo. La via è considerata estremamente pericolosa per via delle cadute di sassi, delle valanghe e del possibile distacco di lastre di ghiaccio.
- Direttissima Harlin - 23 febbraio al 25 marzo 1966 - Prima salita di Dougal Haston, Jörg Lehne, Günther Strobel, Roland Votteler e Siegfried Hupfauer. John Harlin perse la vita per la rottura di una corda fissa. Nel centro della grande muraglia dell'Eiger si snoda la via di Harlin che ricalca, grosso modo, la linea dei primi due salitori, Mehringer e Sedelmayr, partendo a sinistra del centro della parete, dove il cono di detriti arriva più in alto, superando la "prima fascia" sotto il Primo Nevaio, la "seconda fascia" tra Primo e Secondo Nevaio, incrociando qui la classica e proseguendo sulla parete verticale a destra del Ragno fino alla Mosca e da qui poi in cima per lo spigolo sopra il Ragno: il "pilastro spezzato". La via passa il punto più pericoloso della parete nord, continuamente esposta alle valanghe e con fortissime difficoltà di V+ e A3, con tratti di ghiaccio a 90°. È considerata una delle vie di misto più difficili del mondo, visto anche il notevole dislivello di 1800 m.

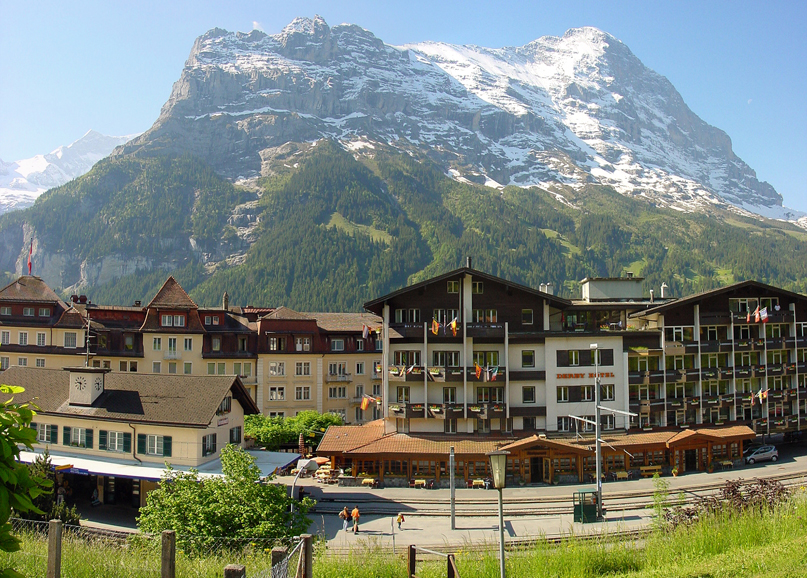
Grindelwald

- - 20-23 settembre 2010 - Prima salita in libera di Robert Jasper e Roger Schäli con difficoltà fino all'M8 su misto, e al 7a su roccia. Non sono stati tuttavia percorsi gli ultimi 400 metri della via per le cattive condizioni della parete e del meteo, e i due alpisti sono usciti sulla via Heckmair.[33]
- Direttissima dei Giapponesi - dal 15 luglio al 15 agosto 1969 - Prima salita di Michiko Imai, Takio Kato-Yasuo Kato, Susumu Kubo, Hirofumi Amanao e Satoru Negishi. La via segue per un tratto la via classica fino a poco oltre la Fessura Difficile, dove un ripiano da bivacco, detto "cengia dei Giapponesi" segna l'inizio dei lunghi tratti di artificiale della via. Si attacca direttamente la Rote Fluh (parete rossa) e il successivo muro verticale oltre il Secondo Nevaio per giungere alla Mosca e proseguire a destra verso la cresta ovest e di lì alla cima. Via lunga (1800 m), ardua con lunghi tratti di A3 e passi in libera di VI UIAA.
  - 28-31 agosto 2009 - Prima salita in libera di Robert Jasper e Roger Schäli, 1800 m 8a, M5.[34]
- Le Chant du Cygne - 1991-1992 - Prima salita di Michel Piola e Daniel Anker, 900 m/7a.
- The Young Spider - 2001 - Prima salita di Ueli Steck e Stephan Siegrist. La via sale alla sinistra della Harlin, è lunga 1800 m di dislivello e presenta difficoltà di 7a/A2 su roccia, WI6 su ghiaccio e M7 su misto.
  - 7-11 gennaio 2006 - Prima ripetizione, prima solitaria e prima invernale di Ueli Steck.[35]
- Paciencia - 2003 - Prima salita di Ueli Steck e Stephan Siegrist. Si tratta della via più difficile della parete nord, tra quelle di sola arrampicata su roccia. La via ha uno sviluppo di 900 metri e difficoltà fino all'8a.
  - 29-30 agosto 2008 - Prima salita in libera di Ueli Steck e Stephan Siegrist.[36]

## Discese in sci

### Versante ovest
- 9 marzo 1970 - Prima discesa con gli sci di Sylvain Saudan.[37]

### Versante nord-est
- 12 maggio 1983 - Prima discesa con gli sci di Toni Valeruz, lungo la via Lauper.[38]

## Base jumping
I base jumper della Red Bull, Loïc Jean Albert, Julian Boulle e Ueli Gegenschatz, indossando una tuta alare, hanno affrontato il salto della parte nord dell'Eiger tutti e tre insieme per la prima volta, planando in caduta libera per ben 19 secondi, e atterrando con l'apertura del paracadute. Nella stessa giornata hanno affrontato anche un Base jumping simile sulla Jungfrau.

## L'Eiger nella cultura moderna
Il romanzo Il castigo dell'Eiger è una storia d'azione/thriller basata su una scalata dell'Eiger. Nel 1975 Clint Eastwood diresse il film Assassinio sull'Eiger, tratto dal romanzo, con lui stesso come protagonista insieme a George Kennedy.
Il film tedesco North Face - Una storia vera del 2008 descrive il tentativo di salita della Parete Nord di Andreas Hinterstoisser e Toni Kurz del 1936.
Nella serie di videogiochi Gran Turismo è presente un circuito in cui è visibile la Parete Nord, suddiviso in alcuni percorsi (circuito conosciuto come Eiger Nordwand)

## Galleria d'immagini

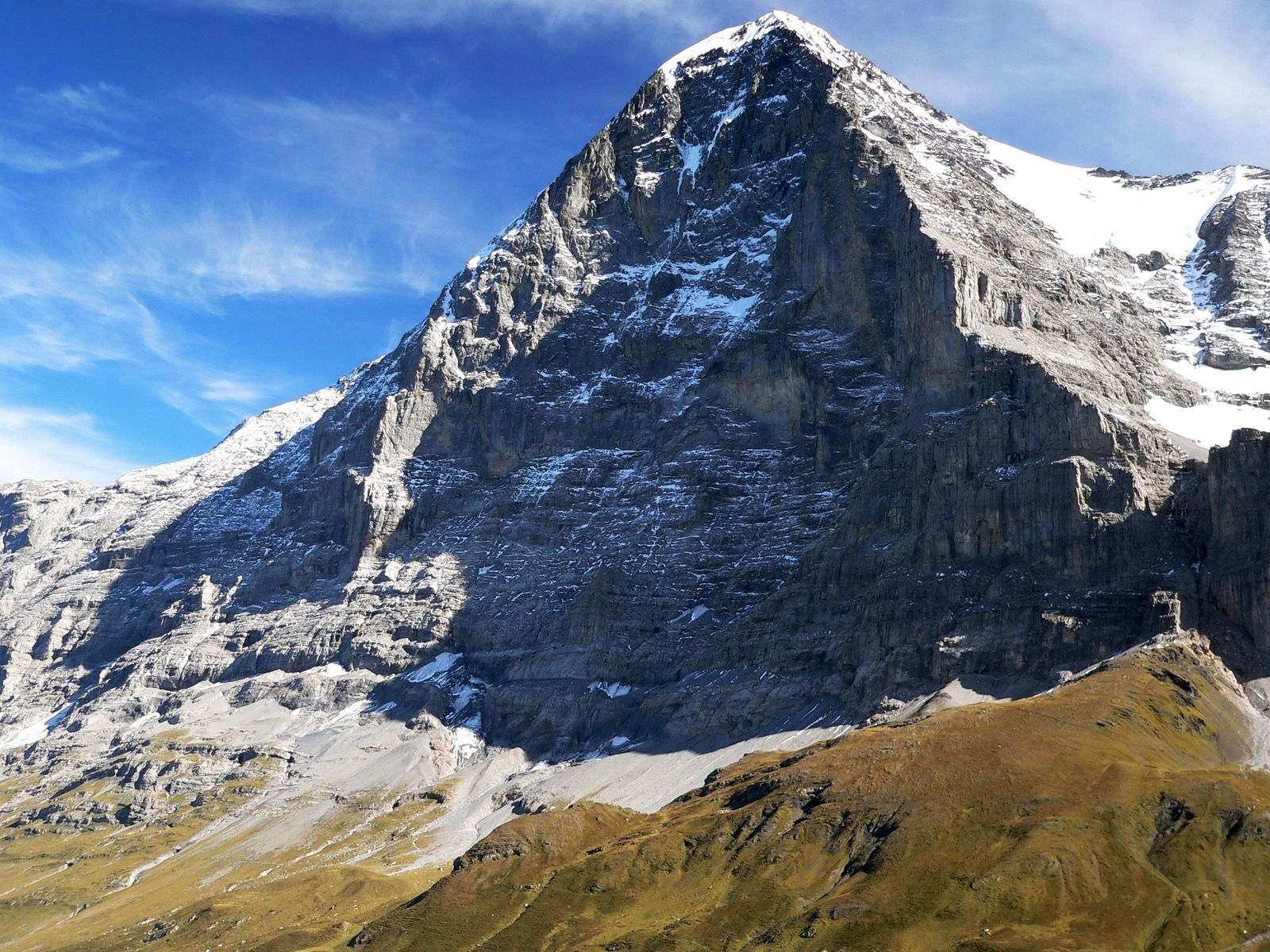
La parete nord dell'Eiger
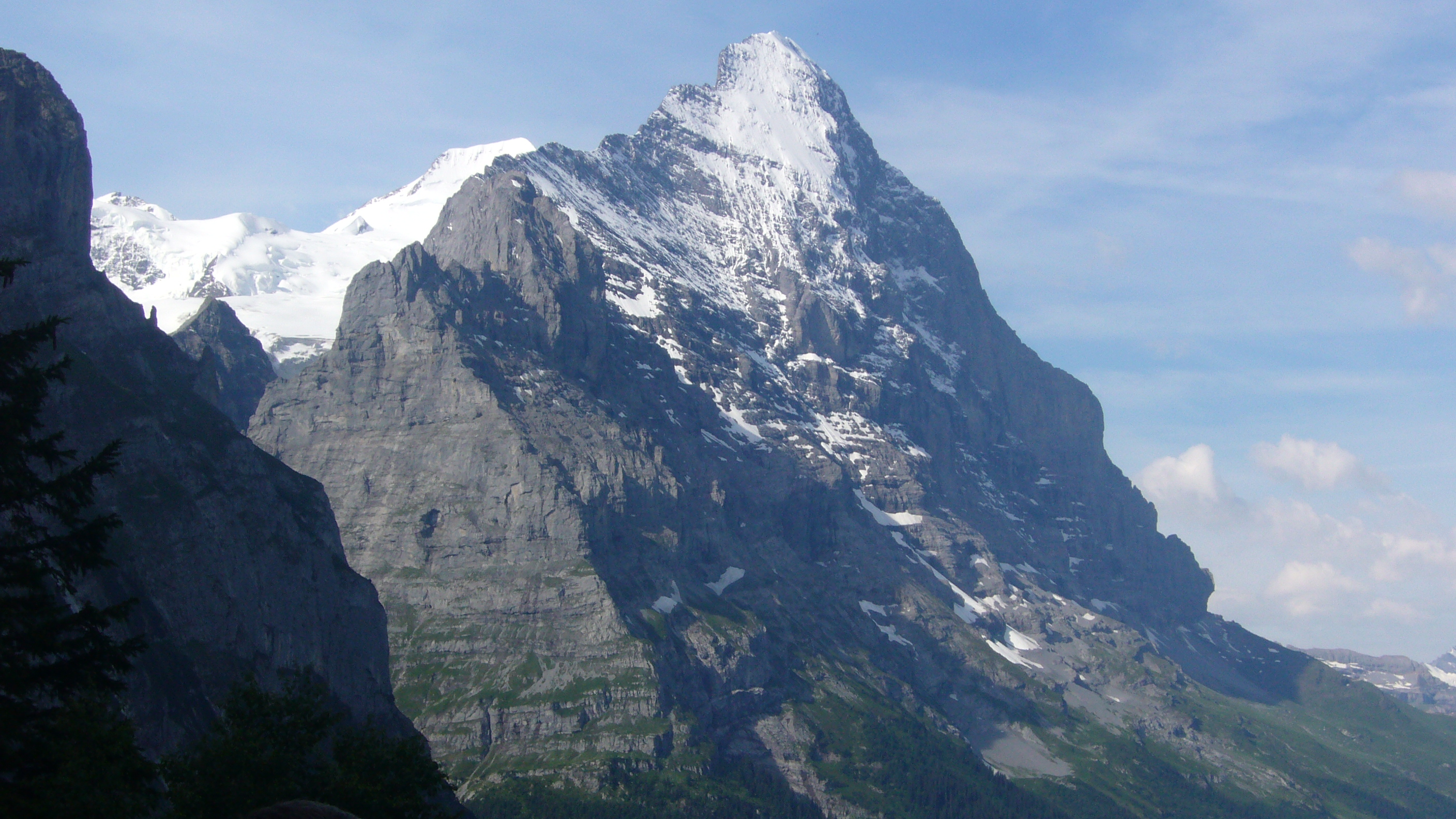
Il versante nord-est dell'Eiger
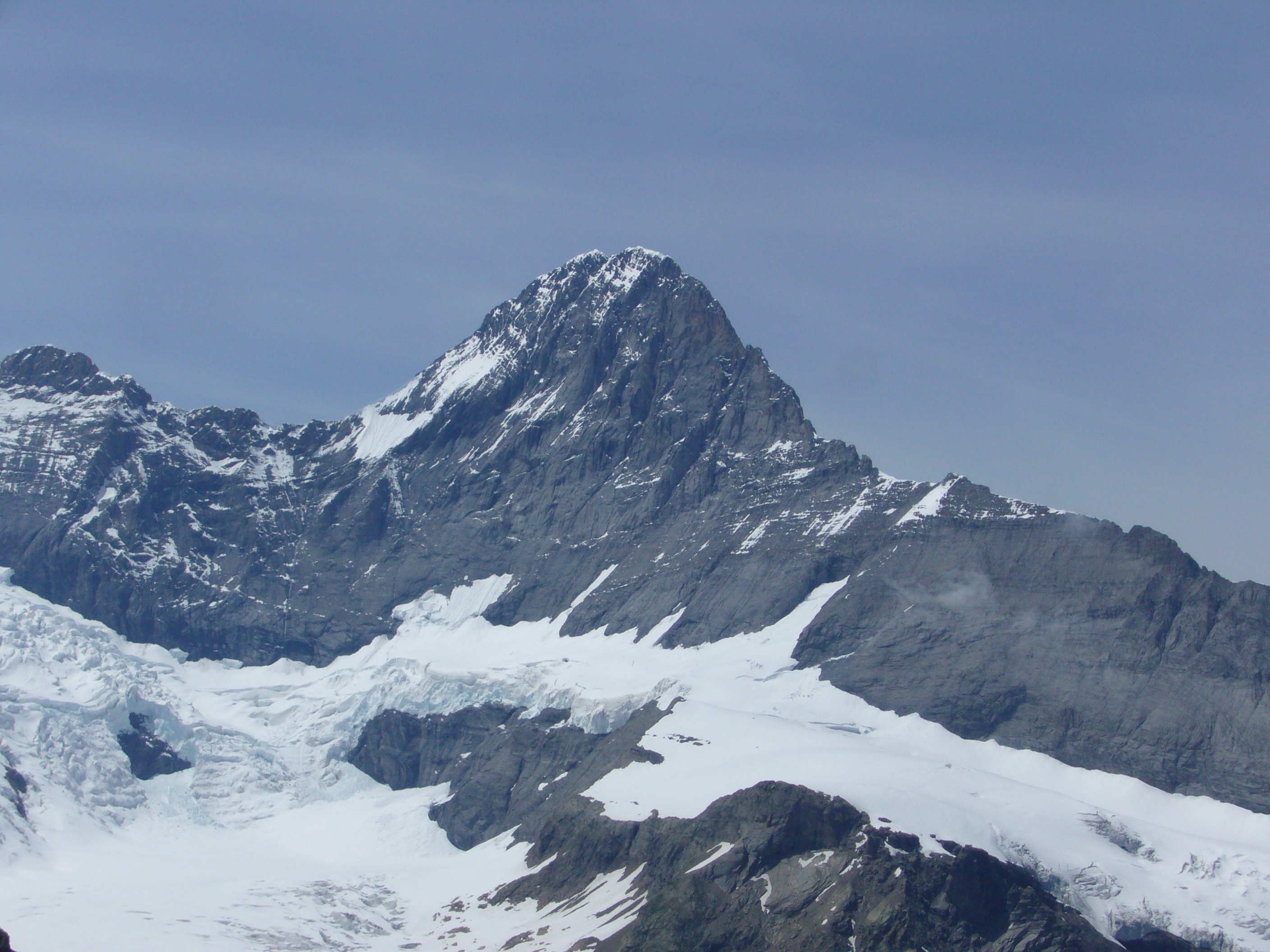
La parete sud dell'Eiger
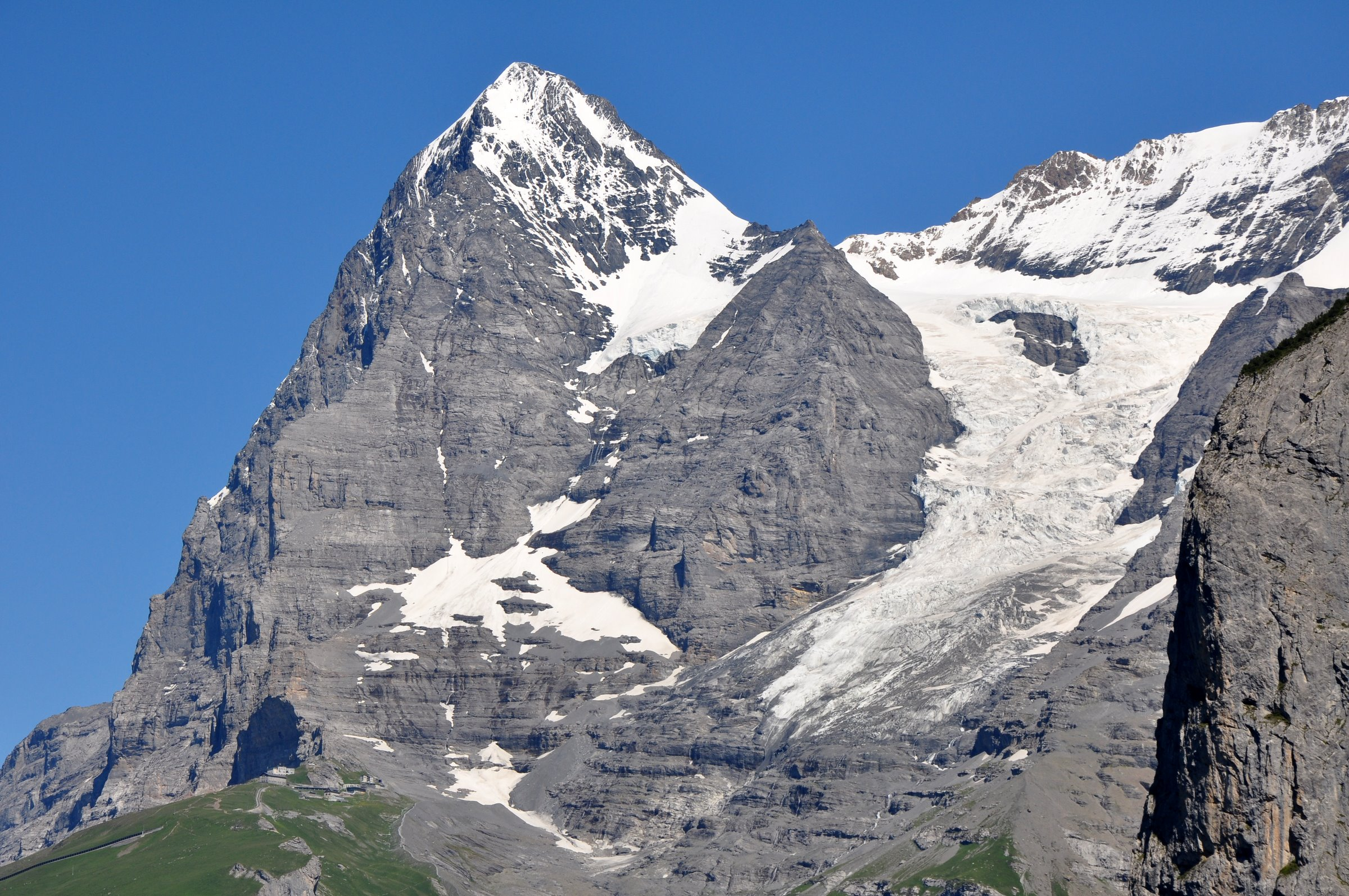
Il versante ovest dell'Eiger
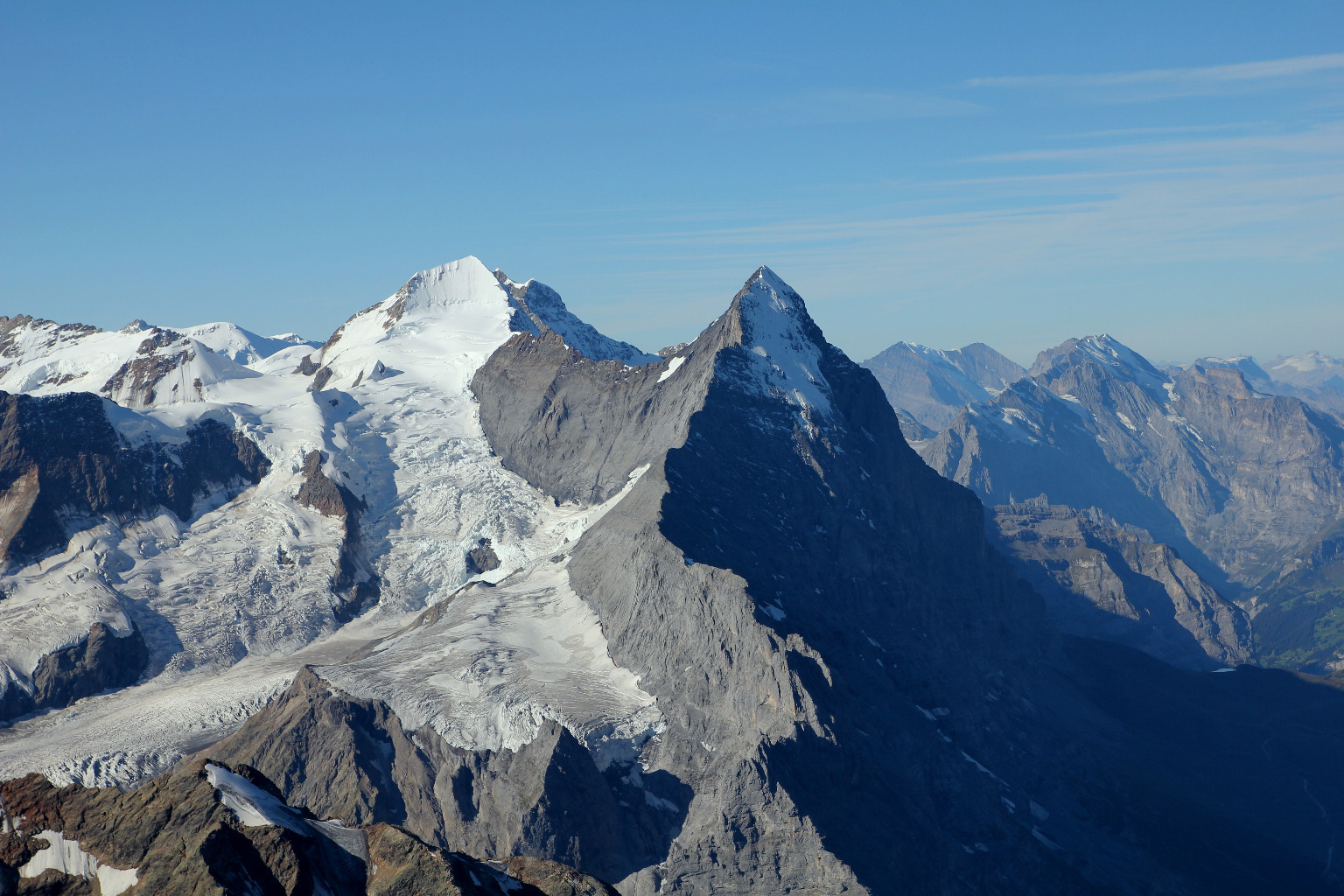
L'Eiger da est: in primo piano la cresta Mittelegi che separa la parete sud a sinistra, al sole, dal versante nord-est a destra, all'ombra.